# Visage (album de BB Brunes)
Pour les articles homonymes, voir Visage (homonymie).
Albums de BB Brunes
Puzzle
(2017)
Singles
1. Visage
Sortie : 22 mars 2019
2. Habibi
Sortie : 24 mai 2019
3. La plus belle de toutes les filles
Sortie : 5 juillet 2019
4. Saint Sebastien
Sortie : 29 août 2019

Visage est le cinquième album studio du groupe français BB Brunes, sorti le 6 septembre 2019.

## Liste des chansons
| No  | Titre                              | Durée |
| --- | ---------------------------------- | ----- |
| 1.  | Visage                             | 2:37  |
| 2.  | Habibi                             | 2:52  |
| 3.  | Total Cuir                         | 3:08  |
| 4.  | Charabia                           | 3:19  |
| 5.  | Saint-Sébastien                    | 3:38  |
| 6.  | Tesoro                             | 3:45  |
| 7.  | Jungle                             | 3:21  |
| 8.  | Lou                                | 3:11  |
| 9.  | Orgasme                            | 2:50  |
| 10. | Sauvage est la lune                | 3:02  |
| 11. | La plus belle de toutes les filles | 2:04  |